# Fluoreto de benzila
Fluoreto de benzila é um composto orgânico derivado do benzeno por substituição por um grupo fluorometil.